# Галла (супруга Феодосия I)
Га́лла (лат. Galla; ум. 394) — дочь императора Валентиниана I и его второй жены Юстины, вторая жена императора Феодосия I.
Спасаясь от узурпатора Магна Максима, Галла прибыла в Константинополь вместе с матерью Юстиной, братом Валентинианом II и сёстрами, Юстой и Гратой. Юстина представила Галлу императору Феодосию I, который был поражён её красотой и в 387 году женился на ней. По мнению современников, брак с Галлой стал одной из причин, заставивших Феодосия выступить против Магна Максима, власть которого он поначалу был вынужден признать.
Очевидно, Галла не пользовалась особой любовью в семье императора: в 390 году, во время отсутствия Феодосия I, её пасынок Аркадий выгнал Галлу из дворца. Известно, что мать Галлы была арианкой, однако придерживалась ли она сама арианства, точно не известно.
У Галлы и Феодосия было не менее троих детей: Галла Плацидия, Грациан (умер в детстве) и Иоанн (умер в детстве). Галла скончалась от родов весной 394 года во время подготовки похода против узурпатора Евгения, занявшего место её брата Валентиниана II (предполагают, что именно тогда родился рано умерший Иоанн). По словам историка Зосимы, Феодосий оплакивал её лишь один день, так как ему было пора отправляться в поход.
Святой Амвросий Медиоланский в своей речи на кончину Феодосия упоминает об умерших детях императора — Грациане и Пульхерии и супруге — Элии Флацилле, но умалчивает о Галле, что некоторые исследователи считают доказательством её арианского вероисповедания.